# Polykondenzace

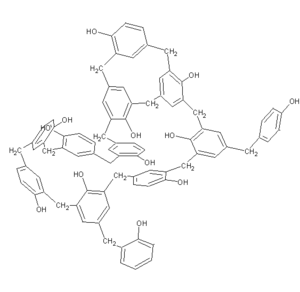
Ukázka struktury polyfenolu, ze kterého se vyrábí bakelit.

Polykondenzace je společně s polyadicí jeden z typů stupňovité polymerace – reakce syntetických makromolekulárních látek. V průběhu reakce nevzniká jenom polymer, ale i nízkomolekulární produkt (např. voda, methanol, amoniak). 
Polykondenzace je chemická reakce, při které se spojují malé molekuly (monomery) do dlouhého řetězce (polymeru) a současně vzniká malá molekula jako vedlejší produkt – nejčastěji voda (H₂O), ale může to být i amoniak (NH₃) nebo chlorovodík (HCl). 
Pokud monomer nese dvě funkční skupiny, vzniká lineární polymer, pokud nese více funkčních skupin, vzniká trojrozměrný polymer. Reaktivita funkčních skupin je v podstatě nezávislá na délce řetězce, na němž jsou umístěny.
Polykondenzace byla pro výrobu poprvé použita v roce 1909, kdy byl kondenzací fenolu s formaldehydem vyroben polymer, který dnes známe pod názvem bakelit. Dnes se polykondenzací vyrábějí polyamidy (nylon, silon), polyestery (tesil), polykarbonáty (makrolon), polyfenoly (bakelit), polyimidy (kapton) nebo silikony. Jako polykondenzaci můžeme klasifikovat i přírodní syntézu bílkovin z aminokyselin.

## Průběh polykondenzace
Polymerace probíhá ve třech fázích:
- iniciace, aktivace monomeru přivedením energie potřebné k rozštěpení dvojných nebo trojných vazeb, otevírání těchto vícenásobných vazeb uhlíku.
- propagace, lavinovitý růst řetězec s uvolňováním reakčního tepla, které musí být odváděno.
- terminace, dosažení rovnováhy a ukončení růstu řetězce.

## Schéma polykondenzace
aAa + bBb → aABb + ab
aAa + aABb → aABAa + ab
bBb + aABb → bBABb + ab .....,
kde
- aAa, bBb jsou monomery s funkčními skupina a, b
- ab je vedlejší produkt
Ze schématu plyne, že u polykondenzačních reakcí probíhají náhodné reakce mezi všemi počátečními monomery a jejich následnými meziprodukty. Po krátké době zreaguje většina monomerů na polymery o nízkém polymeračním stupni. Vyššího polymeračního stupně lze dosáhnout prodloužením doby polykondenzace nebo odstraňováním vedlejšího produktu.

## Příklady polykondenzace

### Vznikpolyamidu
Reakce kyseliny dikarboxylové s diaminem za vzniku polyamidu a uvolnění vody.

### Vznikpolyfenolu
Reakce formaldehydu se dvěma fenoly za vzniku difenolu a vody.
Polykondenzace formaldehydu s difenolem a fenolem na polyfenol za uvolnění vody.

### Vznikpolyesteru
Polykondenzace  ethandiolu s karboxylovou kyselinou na polyester za uvolnění vody.